# M2-F3
M2-F3
- 用途：実験機
- 分類：リフティングボディ研究機
- 製造者：ノースロップ
- 運用者：NASA
- 初飛行：1970年6月2日
- 生産数：1機
- 退役：1972年12月20日
- 運用状況：退役

M2-F3はノースロップ社が開発したリフティングボディを持つ実験機で、飛行実験で大破したM2-F2を再建したものである。
M2-F2の結果を受けて左右方向への操舵がしやすいように今までの二枚のチップフィンの間にもう一枚の垂直尾翼を設置した。名称はM2-F1、M2-F2と同じ方式で付けられている。

## 開発
本機に先行する、M2-F1とM2-F2のリフティングボディ再突入形態は、宇宙からの有人リフティングボディ再突入のコンセプトを実証した。
1967年5月における飛行中、M2-F2は操縦不能に陥り、着陸に失敗した。左尾翼がもげ、着陸装置が破壊されていた。さらに外部骨格にも内部構成にもダメージを受けていた。
M2-F3としての再建にあたり、NASAによる再設計には以前の実験で得られた貴重な情報が寄与している。さらに失敗について、パイロットから横方向の制御に問題があるとの指摘をうけ、制御力を得るために今までの垂直尾翼二枚の間に第三の垂直翼をつける修正を行った。3年後、再建と再設計の努力でM2-F3は飛行準備が整った。再設計の際にはドライデン飛行研究センターのエンジニアはエイムズ研究センターとアメリカ空軍と共に働いた。最初は取り返しのつかない損傷に見えたが、元製造者ノースロップは修理をし、再設計の通り修正した。
3年後再建と再設計の努力でM2-F3は飛行準備が整った。第三の尾翼は非常によい安定をもたらし、またパイロット誘導振動（PIO）の可能性を大きく除去した。

## 飛行記録

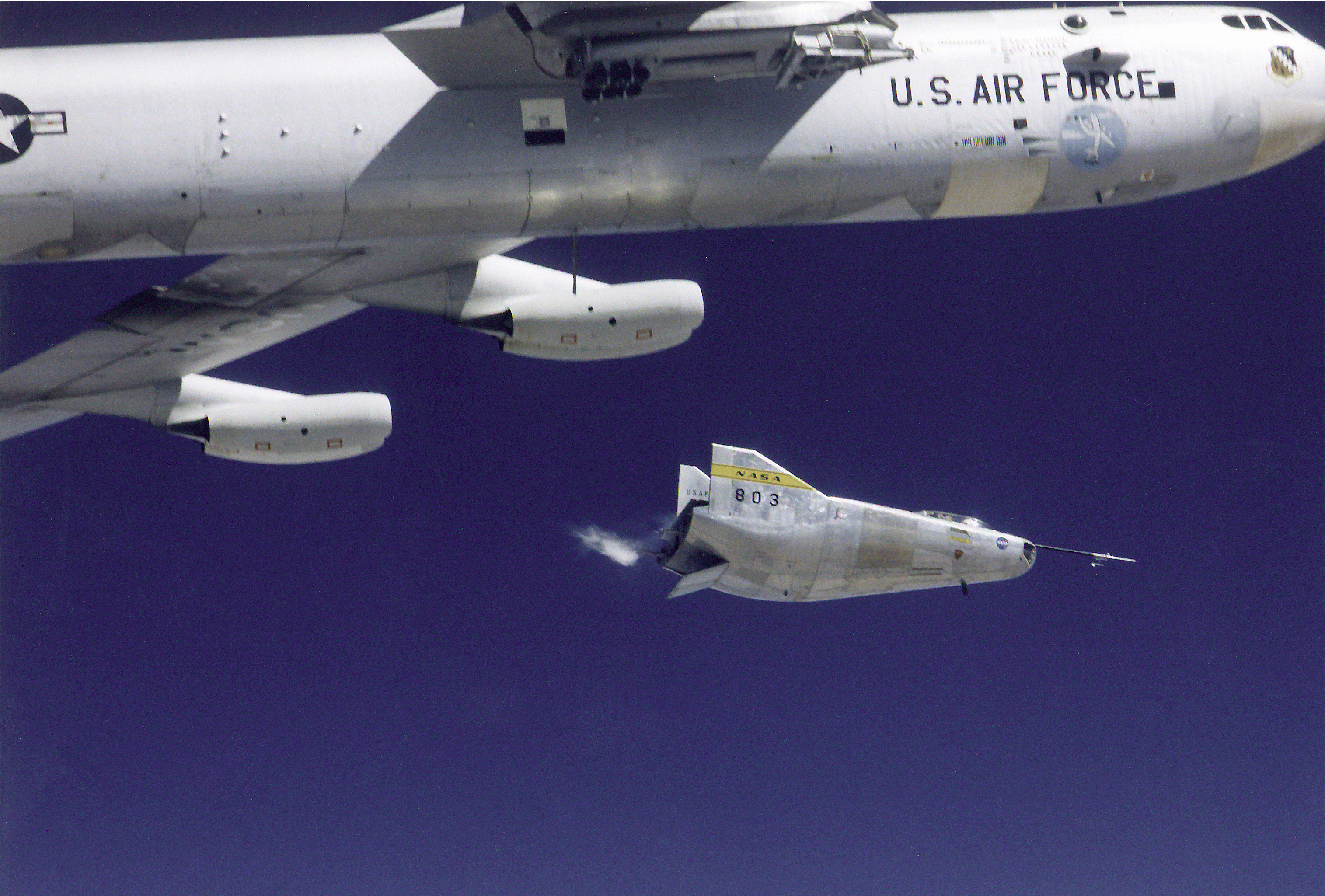
NB-52より切り離されるM2-F3
1971年1月1日の撮影

最初の飛行は1970年7月2日パイロット、ビル・ダナによって行われた。M2-F2よりも非常によい制御性能を示し、3回の滑空飛行の後の1970年11月25日すぐに動力飛行実験に切り替えた。リフティングボディ通算100回目の飛行実験は1972年10月5日に行われ、20,200メートルの高高度をマッハ1.370（時速約145万5千メートル）で飛行した。27回のミッションが行われ、最高速度マッハ1.6（時速約170万メートル）にまで達した。最高高度は1972年12月20日の20,790mであり、これは最終飛行で出た記録である。
反応制御スラスターシステムは宇宙機の軌道に似ており、機体制御の為に有用であるため研究数値をインストールした。この飛行実験の終わりが近づいたとき、実験でレートコマンド増加制御システムや、現代多くの航空機に使われている着装武器制御機器や制御幹を評価した。
M2-F3は1973年にスミソニアン学術教会に寄贈され、現在は国立航空宇宙博物館に1965年から1969年までパートナーとして働いたX-15型の1号機の隣で静に時を過ごしている。